# Tania Kyshakevych
Tania Anabel Kyshakevych (14 de abril de 1987, Provincia de Córdoba) política argentina, Se desempeñó como legisladora provincial de Córdoba por el espacio político Hacemos por Córdoba entre 2015 y 2023. Actualmente asumió el cargo de Concejal de la ciudad de Deán Funes.

## Biografía
Tania Kyshakevych nació en Córdoba el 14 de abril de 1987, es madre de 3 hijos: Benjamin, Iván y Renata; y actualmente es Concejal de la ciudad de Deán Funes.

#### Legislador Provincial (2015-2019)
En el año 2015, Tania Kyshakevych es electa Legisladora Provincial para el periodo 2015-2019 en la Elección a Gobernador Córdoba 2015.

#### Legislador Provincial (2019-2023)
En el año 2019, es reelecta con el 64.18% de los votos como Legisladora Provincial para el periodo 2019-2023 en la Elección a Gobernador Córdoba 2019.
El 3 de marzo de 2022 fue electa para conducir la Comisión de Derechos Humanos y Desarrollo Social de la Legislatura de la provincia de Córdoba, tras la salida de la exlegisladora y actual diputada nacional Natalia de la Sota.

#### Intendencia de Deán Funes 2023
Fue elegida concejal de la ciudad de Deán Funes para el período 2023–2027 con el 24,8% (Somos Deán Funes).